# Rijeka (gmina Višegrad)
Rijeka (cyr. Ријека) – wieś w Bośni i Hercegowinie, w Republice Serbskiej, w gminie Višegrad. W 2013 roku liczyła 27 mieszkańców.